# Quận Cheboygan, Michigan
Quận Cheboygan một quận thuộc tiểu bang Michigan, Hoa Kỳ. Quận lỵ đóng ở Cheboygan.. Theo điều tra dân số năm 2000 của Cục điều tra dân số Hoa Kỳ năm 2010, quận có dân số 26.152 người.
Ranh giới quận được xác định năm 1840 và chính quyền được tổ chức năm 1853.

## Địa lý
Theo Cục điều tra dân số Hoa Kỳ, quận có diện tích 1852 km2, trong đó có 440 km2 là diện tích mặt nước.